# Zelliboria daedalea
Zelliboria daedalea är en skalbaggsart som först beskrevs av Perty 1832.  Zelliboria daedalea ingår i släktet Zelliboria och familjen långhorningar.
Artens utbredningsområde är:
- Guyana.
- Surinam.

Inga underarter finns listade i Catalogue of Life.